# Cerro Pan de Azúcar
El Cerro Pan de Azúcar (en català, Turó Pa de Sucre) és un turó ubicat al departament de Maldonado, al sud de l'Uruguai. És el tercer punt més alt del país, amb 423 metres sobre el nivell del mar. Els altres dos turons més elevats, el Cerro Catedral i el Cerro de las Ánimas, també es troben a Maldonado.
El seu nom data de l'any 1717, quan es fa referència a ell durant un reconeixement territorial del capità espanyol Juan Hidalgo.
Actualment alberga una antena de televisió pública i una reserva de fauna i flora autòctona en perill d'extinció.